# 상모재
상모재은 대한민국 전라남도 구례군 용방면에 있다. 2009년 5월 25일 구례군의 향토문화유산 제26호로 지정되었다.

## 개요
전라남도 민선 도평의원을 역임한 우상(寓祥) 리근호(李根浩)공이 정각으로 사용하기 위해 1912년에 신축한 97년된 건물이며, 1971년에 리득전(李得全) 공사종중에서 매입하여 상모재로 명명하였다.